# Pachycraerus viridicoeruleus
Pachycraerus viridicoeruleus är en skalbaggsart som beskrevs av Scott 1946. Pachycraerus viridicoeruleus ingår i släktet Pachycraerus och familjen stumpbaggar. Inga underarter finns listade i Catalogue of Life.